# 弗朗孔维尔 (默尔特-摩泽尔省)
弗朗孔维尔（法語：Franconville，法語發音：[fʁɑ̃kɔ̃vil] ⓘ）是法国默尔特-摩泽尔省的一个市镇，属于吕内维尔区。

## 地名
该地以如下名称在历史文献里出现： Francorum-Villa（862年）、Alodium Franconisvilla（1182年）。

## 地理
弗朗孔维尔（48°29'59"N, 6°27'7"E）面积4.56 平方千米，位于法国大東部大區默尔特-摩泽尔省，该省份为法国东北部内陆省份，是洛林的一部分，北邻比利时、卢森堡，北起顺时针与摩泽尔省、下莱茵省、孚日省和默兹省接壤。
与弗朗孔维尔接壤的市镇（或旧市镇、城区）包括：欧东维尔、拉马特、朗代库尔、莫里维莱。
弗朗孔维尔的时区为UTC+01:00、UTC+02:00（夏令时）。

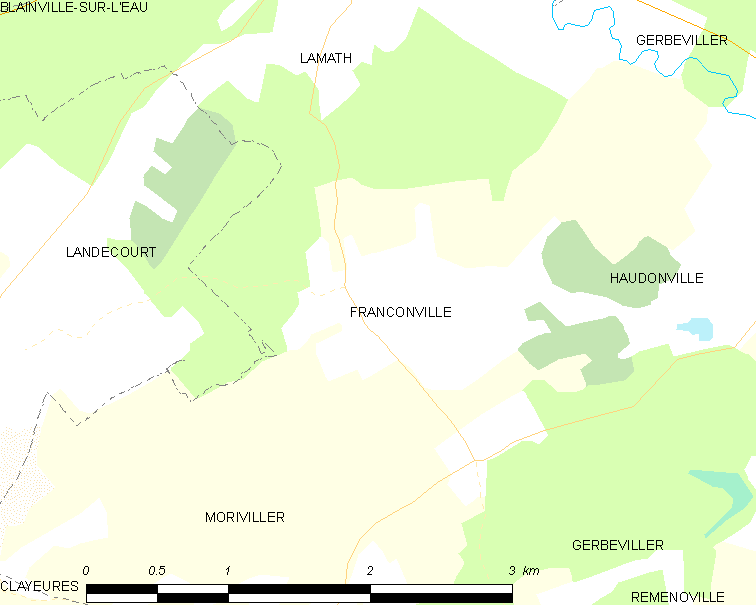
弗朗孔维尔的OSM定位图

## 行政
弗朗孔维尔的邮政编码为54830，INSEE市镇编码为54209。

## 政治
弗朗孔维尔所属的省级选区为吕内维尔第二县。

## 人口

1962-2008年间弗朗孔维尔人口变化图示

弗朗孔维尔于2022年1月1日时的人口数量为63人。